# Certieni
Certieni – wieś w Rumunii, w okręgu Neamț, w gminie Bârgăuani. W 2011 roku liczyła 144 mieszkańców.